# Eine Messe für die Stadt Arras
Eine Messe für die Stadt Arras ist der Titel des 1971 auf Polnisch unter dem Titel Msza za miasto Arras und 1979 auf Deutsch erschienenen Romans von Andrzej Szczypiorski über die Ereignisse, die sich in Arras zwischen etwa 1458 und 1461 zutrugen. Sowohl durch die an der Pest verzweifelnden Bürger als auch durch den folgenden religiösen Fanatismus gehen zeitweilig alle moralischen Maßstäbe verloren und führen zu Judenpogromen, Kannibalismus, Hexenprozessen, Mord und Totschlag, rechtlicher Willkür und privaten Abrechnungen. Der fürstbischöfliche Stadtherr stellt schließlich die Ordnung mit sehr milden Strafen für die plebejischen Ratsherren wieder her, die nicht nur Täter, sondern auch Opfer eines christlichen Fundamentalisten sind.

## Inhalt
Der Erzähler, der junge adlige Jean, ist sowohl Schüler des den Stadtrat lenkenden „heiligen Greises“ Pater Albert als auch Zechkumpan des Utrechter Fürstbischofs und Stadtherrn, der nicht an Gott, aber an die Wichtigkeit aller Leidenschaften glaubt. Nach den Gewalt-Exzessen in Arras, dem „großen Zorn“, verlässt Jean die Stadt und reist nach Brügge, um sich dort niederzulassen. Um seine Aufnahme in die Stadt zu erreichen, berichtet er vor dem Rat der Stadt von den Verbrechen, an denen er mitgewirkt hat und von denen er fast verschlungen wurde.  Im Zentrum von Jeans langem Monolog stehen nicht die Taten der Protagonisten, sondern die Auseinandersetzungen um die ideologische Rechtfertigung moralisch grenzwertiger Entscheidungen. Damit wird der Roman zu einem Ideendrama, das vom Leser den Nachvollzug der teils sophistischen Argumentationen fordert.

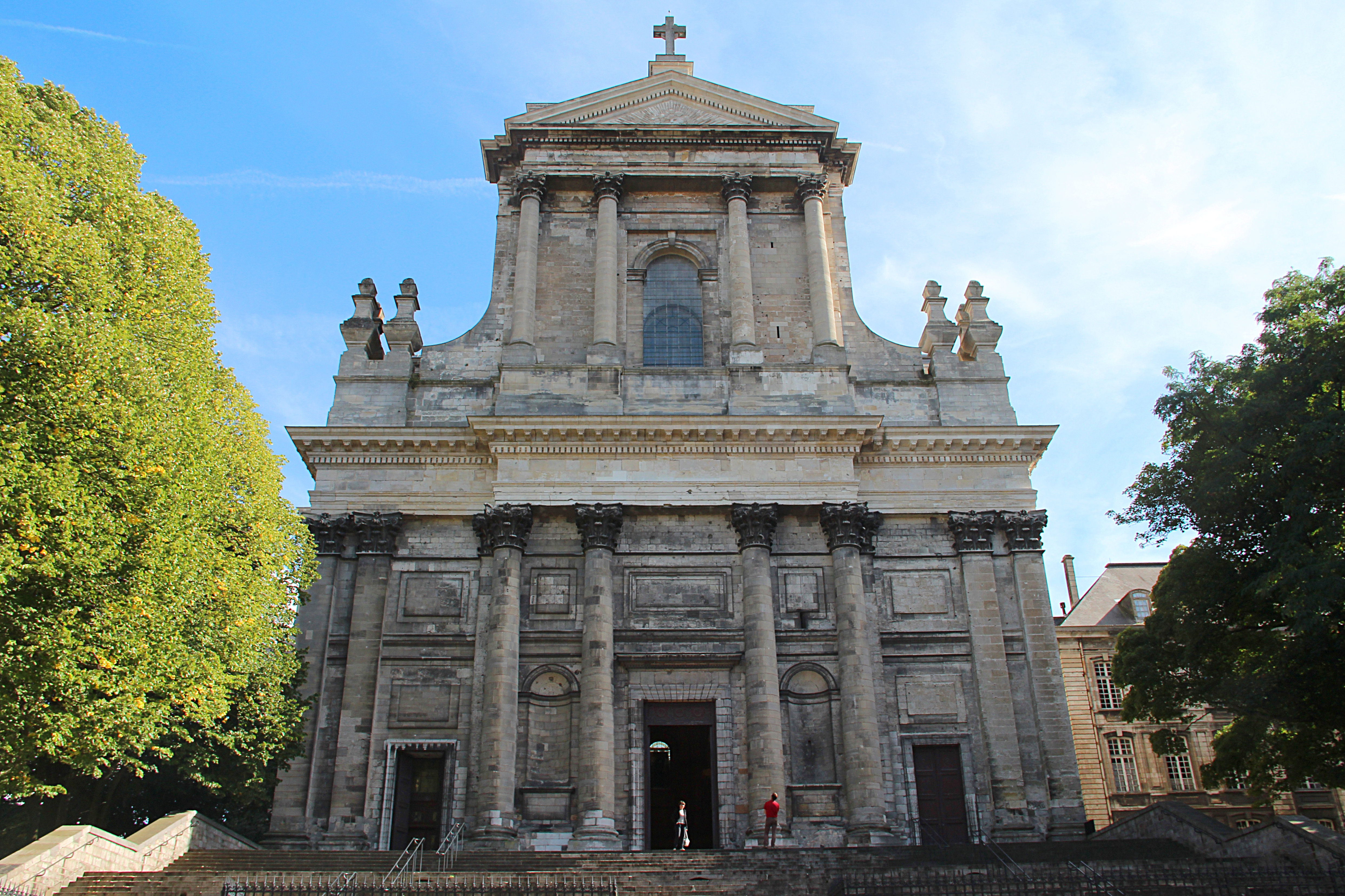
Fassade der Cathédrale Notre-Dame-et-Saint-Vaast in Arras

Das Thema des Romans ist der Missbrauch einer religiösen und politischen Orthodoxie durch eine kleine Elite, die die Mehrheiten der Versammlungen durch Ideologie, mit Opportunismus und aus Feigheit bestimmen kann. Sowohl der greise Fanatiker Albert als auch sein Schüler Jean nutzen den christlichen Glauben zur Untermauerung ihrer jeweiligen Standpunkte. Der mit der Hölle, den Einflüsterungen Satans und einer Wiederholung der Pest als göttlicher Strafe drohende Albert steuert mit einer scheinbaren Demokratisierung den von ihm um die Vertreter der Gewerke erweiterten Rat und ist der Schrittmacher der Exzesse. Seine ideologische Macht beschreibt Albert so: „Es ist nicht wichtig, was ist, sondern was für einen Namen eine Sache trägt. Alles ist wie sein Name. (…) Was ist Gewalt, die du Strafe nennst? Strafe. (…) So gebe ich allen Taten dieser Stadt einen Namen.“ Ein späteres Opfer formuliert über den spiritus rector Albert: „Solche wie der da sind immer die Schlimmsten. Sie morden sündlos.“ Und falls den Mördern doch einmal Zweifel über ihre Taten kommen, dann fragten sie sich vermutlich nicht: „Warum habe ich Unschuldige getötet?“, sondern sie würden sich immer noch damit beruhigen können, die Verbrechen aus gutem Glauben begangen zu haben. Jean unterwirft sich mehr und mehr dem Fundamentalismus seines Lehrers und wirkt schließlich an willkürlichen Todesurteilen mit -  bevor er selbst zum Angeklagten wird (er sei „viel zu gescheit, um in unserer Stadt weiterzuleben“).
Der Fürstbischof richtet schließlich die alte Ordnung mit dem ideologischen Verfahren wieder her, das auch der irre Albert benützte: Der Fürst  bestraft die noch übrigen, an der unrechtmäßigen Gewalt beteiligten Ratsherren milde mit der Verbannung aus der Stadt, hebt alle Urteile und Verfahren der entmachteten Stadtregierung auf und hält eine Messe zur Sündenvergebung für die ganze Stadt. Denn „was geschehen ist, ist nicht geschehen, und was gewesen ist, ist nicht gewesen!“ – nicht Herzensbosheit, sondern Dummheit und Verweigerung der menschlichen Vernunft sei die Ursache der Exzesse gewesen. So greift auch die heilende Macht auf die im Prinzip gleiche Methode der ideologischen Benennung, des Framings, zur Wiederherstellung des guten Gewissens und von Ruhe und Ordnung zurück: Diese „Bestrafung“ offenbare den Zynismus der Obrigkeit, indem sie der Stadt auch den letzten Glauben an höhere Werte nehme.
Der intellektuelle Zögling Jean, der sich ja gleichfalls mit Schuld beladen hat, protestiert vergeblich gegen diese pragmatische Barmherzigkeit. So wird er auch am Schluss noch einmal seiner Rolle als verführbarer Dogmatiker gerecht.

## Biografischer und politischer Kontext
Im Zentrum des Romans steht die Trias der  – hier christlichen – Dogmatik, der mit ihr begründeten blutigen Exzesse und der auf sie folgenden, notwendigen Sühne: Wie lebt eine Gesellschaft weiter, in der ein größerer Teil sich an Verbrechen beteiligt hat, wie ist eine gemeinsame Zukunft von Opfern und Tätern möglich? Wie organisiert eine Gesellschaft die Aufarbeitung ihrer Traumata?
Einen Bezug zur Lebensgeschichte Szczypiorskis stellt Erdmann-Pandzic her, die sich dabei auf Szczypiorski stützen kann: „Mein wirklich wichtigstes Buch ist Eine Messe für die Stadt Arras. (...) Dies Buch ist mein Plädoyer für Toleranz. Und es zeigt, wie eine Gesellschaft durch intolerante Macht verdorben wird. (...) Jede dogmatische Weltanschauung führt zur Vernichtung.“ Der Autor nennt  die antisemitischen Kampagnen in Polen mit ihrem Höhepunkt 1968 als Auslöser für die Arbeit an seinem Roman.
In seiner Jugend erlebte Szczypiorski den Überfall der Deutschen auf Polen, den polnischen Untergrund und den  Warschauer Aufstand, von wo er nach seiner Verhaftung ins KZ Sachsenhausen bei Berlin eingeliefert wurde. Nach dem Sieg über den Faschismus arbeitete er in Polen als Journalist und unterstützte ab Mitte der 70er Jahre die polnische Opposition und das schrittweise Ende des sowjetischen Modells in Polen. Trotz aller Bedenken gegen eine „biografische Interpretation“ ist anzunehmen, dass die Erfahrungen mit zwei Diktaturen und ihren ideologischen Rechtfertigungen eine Rolle bei seiner Wahl des Themas gespielt haben. Szczypiorskis Haltung zur Ideologie bzw. Religion ist aber zwiespältig, denn er besteht auf der Notwendigkeit einer religiösen Weltanschauung: „Ein Leben, eine Welt ohne persönlichen Gott ist absurd, ist sinnlos.“ Damit aber begibt er sich in den Widerspruch, zwar jede Dogmatik, jeden Fundamentalismus abzulehnen, aber einen sich leicht zum Fundamentalismus hin öffnenden Monotheismus zu befürworten.
Und es lässt sich weiter fragen: Wie kann ein tiefer Riss durch die Gesellschaft heilen? Ein realer Versuch einer Antwort auf diese für das Weiterleben einer Gemeinschaft wichtigen Frage waren z. B. die Wahrheitskommissionen in Südamerika und Südafrika. Szczypiorski dagegen lässt die Handlung mit den symbolisch-politischen Maßnahmen der Obrigkeit enden, mit der Messe und mit den Verbannungen, obgleich die narrative Herausforderung, die poetische Gestaltung der Phase der gesellschaftlichen Befriedung, dann erst wirklich beginnt: Wie bewährt sich das a-historische Dogma des Nicht-Geschehens, des Tabus, in der alltäglichen Begegnung von Tätern und Opfer? Nach der Absolution durch die Messe für die Stadt Arras hätte durchaus ein zweiter Akt der Handlung beginnen können.